# He 70
A Heinkel He 70 egy német utasszállító és bombázó repülőgép az 1930-as évekből. A második világháború alatt nagyon hasznos fegyvernek bizonyult. A He 70-es briliáns típusa korának.
Az első prototípus 1932. december 1-jén repült és tökéletes bemutatót tartottak vele, elérte a 377 km/h sebességet, mellyel sebességi rekordot döntött. Polgári alkalmazását a Lufthansa kezdte meg. 1934 és 1937 között gyors légi közlekedésre használták Berlin, Frankfurt, Hamburg és Köln városok között. A Lufthansa He 70-es repülőit 1937-ben a Luftwaffe vonta irányítása alá. 28 Heinkel He 70-es repülőgépet küldtek a Condor légióba a spanyol polgárháború idején, ahol Spanyolország bombázására használták. Ottani becenevét a sebességéről kapta: Rayo, mint villanás.

## Magyar használata
A Heinkel He 70-es repülőgépek gyors felderítő repülőgép változatát, a He 70K-t (későbbi jelzéssel He 170) a Magyar Királyi Légierő is használta a második világháború idején, 1941–1942 között. A Luftwaffe 1935-től használta, főleg bombázóként és felderítő repülőgépként.

## Külső hivatkozások
- luftwaffe-reich.co.uk: Heinkel He 70 leírás (angolul)
- warbirdsresourcegroup.org: Heinkel He 70 leírás (angolul)
- historyofwar.org: Heinkel He 70 leírás (angolul)